# 米羅尼夫卡 (馬希夫卡區)
49°29′50″N 34°56′14″E / 49.49722°N 34.93722°E
米羅尼夫卡（烏克蘭語：Миронівка），是烏克蘭中部波爾塔瓦州波爾塔瓦區的村落，分別距離科什馬尼夫卡1.5公里和巴濟利夫希納0.5公里，面積1.16平方公里，海拔高度125米，2001年人口252。